# Liste der Trierer Domprediger

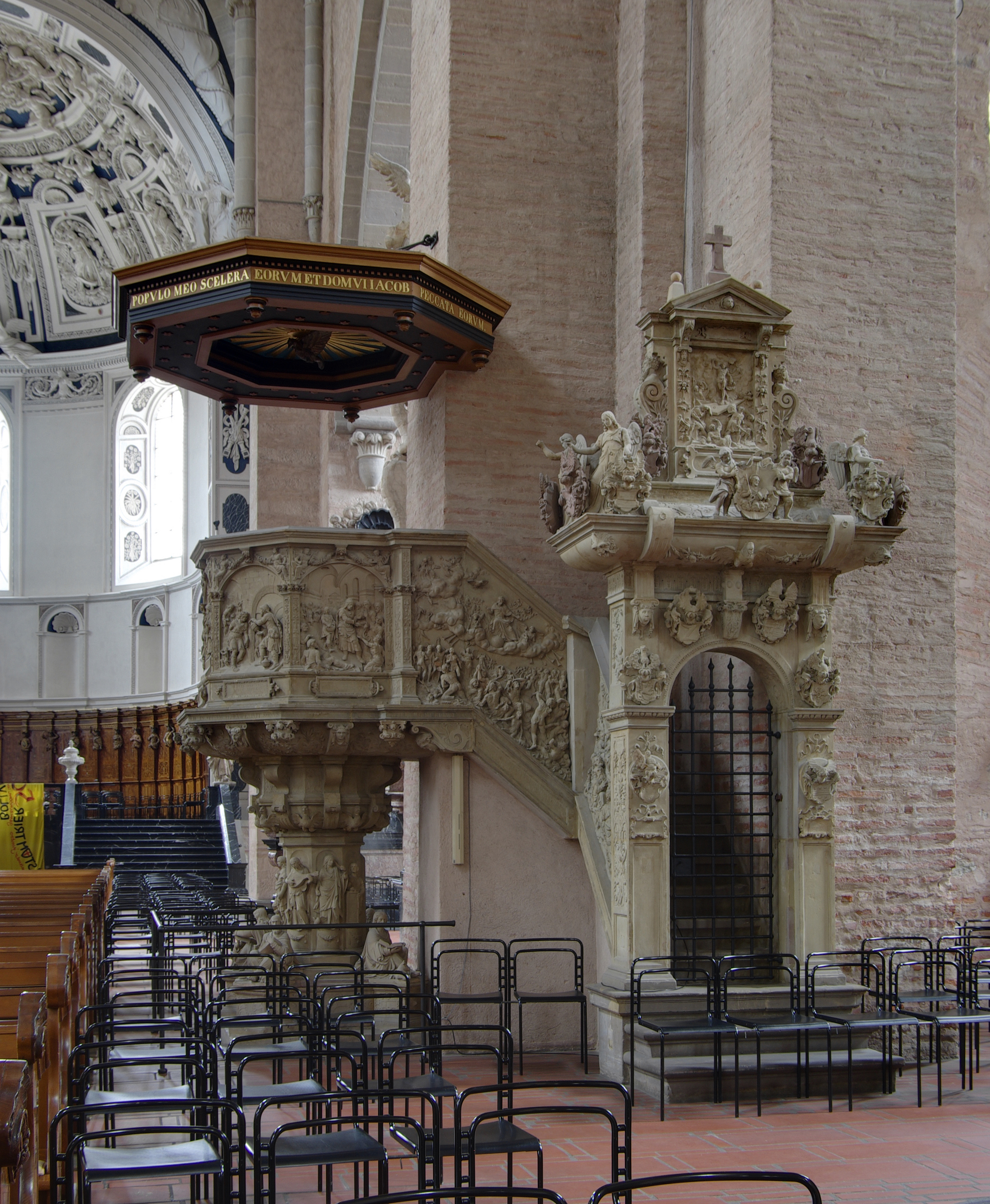
Die Domkanzel in Trier von Hans Ruprecht Hoffmann, entstanden 1570–1572

Am Trierer Dom wurde erstmals 1545 eine Stelle des Dompredigers gestiftet. Erzbischof Johann Ludwig von Hagen hatte 1541 auf dem Reichstag in Regensburg gegenüber dem päpstlichen Legaten die Bitte geäußert, das Benefizium des Altars Beata Maria Aegyptiaca im Trierer Dom als Predigtpfründe umzuwidmen, um im Rahmen der Gegenreformation die religiöse Unterweisung der Gläubigen zu fördern. Dies wurde von Papst Paul III. zugestanden.
Bei den Gesprächen zur Errichtung einer Niederlassung des 1534 gegründeten Jesuitenordens in Trier hatte Erzbischof Johann von der Leyen darum gebeten, dass unter den Patres, die nach Trier entsendet würden, drei Prediger sein sollten. Daher waren seit dem 2. Juli 1560 die Trierer Domprediger bis zur Aufhebung des Ordens durch Papst Clemens XIV. am 21. Juli 1773 Jesuiten.
Von 1560 bis 1570 war auch die Liebfrauenkirche als Annexkirche des Domes Predigtstätte. Gepredigt wurde an Sonntagen um 7 Uhr im Dom und um 12 Uhr in der Liebfrauenkirche. Ab 1570 fanden Predigten auch in der den Jesuiten in diesem Jahr übertragenen ehemaligen Franziskanerkirche, der Dreifaltigkeitskirche, statt.
Als Domprediger waren in Trier tätig:
| Name                                                                          | von                  | bis                | |
| ----------------------------------------------------------------------------- | -------------------- | ------------------ | --- |
| Ambrosius Pelargus OP † 1562                                                  | 13. Juli 1545        | späte 1550er-Jahre | bedeutender Theologe auf dem Konzil von Trient |
| Gregor von Virneburg                                                          | um 1560              |                    | Weihbischof in Trier, Inhaber der Pfründe des Dompredigers; ob er den Dienst des Dompredigers wahrnahm, ist unklar.                                                  |
| Johannes Rethius SJ * 1531 in Köln, † 1574 in Köln                            | 1560                 | ?                  | Prediger an der Liebfrauenkirche; von dem geisteskranken Gerhard Pesch SJ ermordet                                                                                   |
| Michael Ruelius † 13. April 1586 in Koblenz                                   | 1560                 | ?                  | Prediger an der Liebfrauenkirche |
| Andreas Falkenburg SJ † 29. September 1566 in Trier                           | 1560                 | 1566               | 1561 kurzfristig abgelöst von Jonas Adler; non satis gratus („nicht sehr beliebt“)                                                                                   |
| Jonas Adler SJ                                                                | Anfang 1561          | Pfingsten 1561     | verdrängte P. Andreas Falkenburg, wurde nach Eklat abberufen, von seinen Ordensgelübden entbunden und starb als Pfarrer in Bayern.                                   |
| Hermann Thyraeus SJ                                                           | 1567                 | 1570               | * 1532 in Neuß, Priesterweihe 1556 in Rom, 1560–1566 Prediger an der Liebfrauenkirche in Trier, 1571 Provinzial der Rheinischen Jesuitenprovinz; † 26. Oktober 1791. |
| unbekannt                                                                     | 1570                 | 1580               | |
| Lukas Ellentz SJ * 1552, † 1607                                               | 1580                 | 1607               | Er starb am Neujahrstag 1607 infolge eines Schlaganfalls, den er am Ende seiner einstündigen Predigt auf der Domkanzel erlitt.                                       |
|                                                                               |                      |                    | |
| Albert Stadtbroich SJ                                                         | 1637                 | 1638               | |
| Albert Fürdinck                                                               | 1644                 | 1649               | |
| Cornelius Luttringhausen                                                      | 1650                 | 1659               | |
| Christoph Braun SJ                                                            | 1659                 | 1661               | |
| Jakob Linnich SJ                                                              | 1664                 | 1668               | |
| Johannes Packenikus SJ                                                        | 1668                 | 1672               | |
| Hermann Witterach SJ                                                          | 1673                 |                    | |
| Wilhelm Grevenbruck SJ                                                        | 1675                 |                    | |
| Johannes Doro SJ                                                              | 1676                 | 1681               | |
| Balduin Brandt SJ                                                             | 1682                 | 1684               | |
| Dionysius Keeff SJ                                                            | 1684                 | 1693               | |
| Heinrich Dalberden SJ                                                         | 1695                 | 1717               | |
| Matthias Heimbach SJ * 1666 in Euskirchen, † 1747 in Köln                     | 1718                 | 1720               | |
| Ferdinand Limpens SJ                                                          | 1720                 | 1721               | |
| Matthias Penten SJ                                                            | 1723                 | 1727               | |
| Franz Hunolt SJ                                                               | 1724                 | 1743               | von 1724 bis 1728 Festtagsprediger (Concionator festivus), dann Sonntags- oder Hauptprediger (Concionator dominicalis)                                               |
| Adolf Schue SJ                                                                | 1730                 | 1738               | Festtagsprediger |
| Johannes Harnischmacher SJ * 1706                                             | 1749/50              | 1779               | Hauptprediger; blieb auch nach Auflösung des Jesuitenordens 1773 im Amt                                                                                              |
| Bernhard Rive SJ                                                              | 1850er-/1860er-Jahre |                    | |
| Kaspar Reif SJ * 1725 in Cochem                                               | 1766                 | 1779               | Festtagsprediger; blieb auch nach Auflösung des Jesuitenordens 1773 im Amt                                                                                           |
| Johannes Queng * 1738, † 1805                                                 | 1779                 | 1804               | Ex-Jesuit |
|                                                                               |                      |                    | |
| Wilhelm Arnoldi                                                               | 1834                 | 1836?              | |
| Johann Georg Müller                                                           | 1836                 | 1842               | |
|                                                                               |                      |                    | |
| Johann Jakob Kraft                                                            | 1861                 | 1868?              | |
|                                                                               |                      |                    | |
| Wilhelm Bönner SJ * 6. Mai 1888 in Köln-Ehrenfeld, † 31. Oktober 1971 in Köln | 1958                 | 1963               | |